# Symphurus urospilus
Symphurus urospilus és un peix teleosti de la família dels cinoglòssids i de l'ordre dels pleuronectiformes que viu a l'Atlàntic occidental (des de Carolina del Nord fins a l'Estat de Campeche i, també, a Cuba).